# Escuela de Ingeniería de la Universidad Federal de Río Grande del Sur
La Escuela de Ingeniería es una de las unidades de enseñanza más antiguas de la Universidad Federal de Rio Grande do Sul, habiendo sido fundada el 10 de agosto de 1896.

## Historia
La Escuela de Ingeniería fue concebida por cinco ingenieros militares: João Simplício Alves de Carvalho, João Vespúcio de Abreu e Silva, Juvenal Miller, Lino Carneiro da Fontoura y Gregório de Paiva Meira, todos ingenieros militares y profesores de la Escuela Militar de Río Grande del Sur, además del ingeniero civil Álvaro Nunes Pereira. Fueron apoyados rápidamente por el presidente estadual, Júlio de Castilhos, devoto del positivismo y del lema "saber hacer". Fue la segunda institución de enseñanza superior de la ciudad, pues ya existía la Escuela de Farmacia que dio origen a las actuales Facultad de Medicina y Facultad de Farmacia. Ana de Ávila Chagas, Baronesa de Candiota, donó el patrimonio inicial necesario para fundar la escuela y contratar 50 profesores extranjeros, principalmente alemanes.
En sus primeros años, la escuela inició un fuerte movimiento de ampliación de sus cursos técnicos y preparatorios, lo que tuvo un impacto inmediato en sus actividades. En 1900, se creó un curso preparatorio para los aspirantes a ingresar en la escuela y en otros colegios, curso que más tarde dio origen al Colegio Julio de Castilhos, que ofrecía cursos de primaria y bachillerato de tres y seis años respectivamente e incluía artes manuales e instrucción militar en su plan de estudios.
En 1906, se creó el Instituto Técnico Profesional, inicialmente llamada Escuela Benjamin Constant y más tarde Instituto Parobé en 1917, destinada a la formación de muchachos de familias pobres, enseñándoles construcción mecánica, carpintería y ebanistería, artes gráficas y artes de la construcción.
En 1908, se creó el Instituto Electrotécnico, que en 1922 pasó a llamarse Instituto José Montaury, que impartía un curso para ingenieros mecánicos y eléctricos y otro técnico para montadores mecánicos y eléctricos. En el mismo año, se creó el Instituto Astronómico y Meteorológico para estudiar el clima y que establecería una vasta red de estaciones meteorológicas.
La abundancia de fondos públicos financió la construcción de instalaciones y la ampliación de la Escuela. En 1908, durante el gobierno de Carlos Barbosa, se creó un impuesto equivalente al 2% de los ingresos del Estado. Al año siguiente, la Asamblea Legislativa elevó este impuesto al 4%, garantizando importantes recursos para la Escuela.
El antiguo edificio pasó por un largo proceso de restauración para albergar la dirección de la Escuela de Ingeniería y forma parte de los Edificios Históricos de la UFRGS.
A partir de 1931, pasó a llamarse "Universidad Técnica de Río Grande del Sur". En 1934 pasó a formar parte de la recién creada Universidad de Porto Alegre, junto con las demás instituciones de enseñanza superior de la capital.

## Actualidad
Cada año se incorporan más de 850 nuevos estudiantes a sus 13 programas de grado, siendo los más recientes ingeniería de control e ingeniería energética. En total, hay más de 8.000 estudiantes de grado. También cuenta con 13 programas de posgrado.
La Escuela de Ingeniería cuenta con nueve departamentos: Ingeniería Civil, Ingeniería de Materiales, Ingeniería Mecánica, Ingeniería Eléctrica, Ingeniería de Minas, Metalurgia, Ingeniería Química, Ingeniería de Producción y Transporte, y Automatización Eléctrica y Sistemas Energéticos. En total, cuenta con 59 laboratorios y aproximadamente 220 profesores, de los cuales más del 90% son doctores y/o posdoctorados.
En 2017, la Escuela de Ingeniería lanzó el Fondo del Centenario, una asociación sin ánimo de lucro cuyo objetivo es ser "una fuente perpetua de fondos, dedicada a apoyar proyectos de docencia, investigación, extensión e innovación" y propone construir un fondo de inversión a través de donaciones.